# Морозов (Фатежский район)
Моро́зов — хутор в Фатежском районе Курской области. Входит в состав Солдатского сельсовета.

## География
Расположен в 18 км к юго-западу от Фатежа на левом берегу реки Руды. Разделён на 2 части заболоченной балкой Степной Лог, выходящей к реке Руде. К северо-востоку от хутора находится урочище Отрезное.
Климат
Морозов, как и весь район, расположен в поясе умеренно континентального климата с тёплым летом и относительно тёплой зимой (Dfb в классификации Кёппена).
Часовой пояс
Хутор Морозов, как и вся Курская область, находится в часовой зоне МСК (московское время). Смещение применяемого времени относительно UTC составляет +3:00.

## Этимология
Получил название от фамилии жителей хутора — Морозовых.

## История
Возник как отдалённая часть села Верхние Халчи. Из-за своей отдалённости 24 апреля 1919 года был выделен в самостоятельный населённый пункт. В то время хутор состоял из 22 подворий. 
С 1928 года в составе Фатежского района. В 1937 году в хуторе было 67 дворов. Во время Великой Отечественной войны, с октября 1941 года по февраль 1943 года, находился в зоне немецко-фашистской оккупации. По данным 1955 года в хуторе находилась центральная усадьба колхоза имени Дзержинского.
С 1920-х годов до 2010 года Морозов входил в состав Шуклинского сельсовета, после упразднения которого был передан в Солдатский сельсовет.

## Население
| 1979 | 1989 | 2002 | 2010 |
| ---- | ---- | ---- | ---- |
| 135  | ↘93  | ↘65  | ↘37  |

## Инфраструктура
Личное подсобное хозяйство. В хуторе 39 домов.

## Транспорт
Морозов находится в 15 км от автодороги федерального значения М2 «Крым» (Москва — Тула — Орёл — Курск — Белгород — граница с Украиной) как часть европейского маршрута E105, в 14 км от автодороги регионального значения 38К-038 (Фатеж — Дмитриев), на автодорогe межмуниципального значения 38Н-679 (38К-038 — Солдатское — Шуклино), в 26 км от ближайшего ж/д остановочного пункта 552 км (линия Навля — Льгов I).
В 158 км от аэропорта имени В. Г. Шухова (недалеко от Белгорода).